# Agaricus haematosarcus
Agaricus haematosarcus es un hongo de la familia Amanitaceae recolectado por primera vez en el Congo por Julie-Henriette-Martha Fontana y descrito por Paul Heinemann.

## Descripción
Píleo o sombrero grueso, de 5-8 cm de diámetro, semiesférico y luego convexo; superficie filamentosa-lanosa, con escamas aplastadas y flocosas, blanquecinas y luego ligeramente ocráceas; margen apenas sobresaliente, con restos flocosos del velo. Estípite (tallo) de 8-12 cm × 11-12 mm, cilíndrico o ligeramente engrosado en la base, hueco, cubierto hasta el anillo por el velo universal, lanoso-floconoso, blanquecino y luego ligeramente ocráceo, liso en la parte superior; anillo fibriloso, floconoso, continuo.

## Distribución y hábitat
Se recolectaron por primera vez en el Distrito de los Lagos Eduardo y Kivu (Kivu), ejemplares aislados o agrupados de 2-3, sobre el suelo, en una antigua plantación de cafetos (Coffea arabica), en diciembre de 1954.

## Taxonomía
El nombre completo de A. campestroides en Index Fungorum es:
Agaricus haematosarcus Heinem. & Gooss.-Font., in Heinemann, Bull. Jard. bot. État Brux. 26(1): 82 (1956)